# Limonsaaret
Limonsaaret är en ö i Finland. Den ligger i sjön Pääjärvi och i kommunen Karstula i den ekonomiska regionen  Saarijärvi-Viitasaari och landskapet Mellersta Finland, i den centrala delen av landet, 300 km norr om huvudstaden Helsingfors. Öns area är 0,6 hektar och dess största längd är 190 meter i nord-sydlig riktning.  Notera att namnet antyder att det är fråga om flera öar.